# Andesaurus
 Andesaurus  ist eine Gattung sauropoder Dinosaurier aus der Gruppe der Titanosauria, die während der frühen Oberkreide (frühes Cenomanium) lebte.
Bisher ist lediglich ein fragmentarisches Skelett bekannt, das in den Gesteinsschichten der Candeleros-Formation in der argentinischen Provinz Neuquén gefunden wurde. Bekannt sind Teile der Rücken- und Schwanzwirbelsäule, Beckenknochen sowie die oberen Abschnitte der Beine. Einzige Art ist Andesaurus delgadoi. Andesaurus gilt als der ursprünglichste Vertreter der Titanosauria.

## Merkmale
Andesaurus war ein großer Vertreter der Titanosauria. Er lässt sich lediglich durch ein einziges Merkmal von anderen Gattungen abgrenzen (Autapomorphie): So waren die Dornfortsätze der hinteren Rückenwirbel verlängert und zwei Mal so hoch wie die jeweiligen Wirbelkörper. Obwohl verlängerte Dornfortsätze bei verschiedenen anderen Sauropoden auftreten, kamen bei Vertretern der Titanosauria praktisch keine Dornfortsätze vor, die mehr als 1,5 Mal so lang waren wie die Wirbelkörper. Von den meisten anderen Vertretern der Titanosauria unterscheidet sich Andesaurus zudem durch das Vorhandensein von Hyposphen-Hypantrum-Verbindungen, zusätzliche mechanische Verbindungselemente der Rückenwirbel. Dieses ursprüngliche Merkmal trat bei Andesaurus und ursprünglicheren Sauropoden auf und trug zur Stabilisierung der Wirbelsäule bei. Die meisten Titanosauria haben diese Verbindungen jedoch zugunsten einer flexibleren Wirbelsäule verloren. Ein weiteres, ursprüngliches Merkmal sind die beidseitig abgeflachten (amphiplatischen) Schwanzwirbel: So zeigen fortschrittlichere Titanosaurier procoele Schwanzwirbel, die auf der vorderen Seite stark konkav und auf der Hinterseite entsprechend konvex waren.

## Systematik
Im Gegensatz zu vielen anderen Gattungen der Titanosauria, deren Verwandtschaftsverhältnisse untereinander unklar sind, ist die Position von Andesaurus als ursprünglichster oder einer der ursprünglichsten Titanosauria unumstritten. Bonaparte und Calvo (1991) stellten diese Gattung zu den Titanosauridae (=Lithostrotia), ordneten sie innerhalb dieser Familie jedoch einer neuen Unterfamilie zu, der Andesaurinae, die sich von anderen Titanosauriern durch verschiedene primitive Merkmale abgrenzen soll. Bonaparte und Coria (1993) definierten die Andesaurinae als eigene Familie, die Andesauridae, und ordneten ihr Andesaurus und Argentinosaurus zu. Die Andesauridae sollte als primitivere Titanosaurierfamilie der fortschrittlicheren Titanosauridae gegenüberstehen. Heute gilt die Andesauridae jedoch als paraphyletisch (Andesaurus und Argentinosaurus bildeten keine in sich geschlossene Gruppe) und somit als ungültig.

## Fund, Forschungsgeschichte und Namensgebung
Das einzige bisher bekannte Skelett wurde im Mai 1987 nahe El Chocón in Neuquén entdeckt, von einer Exkursion des Museo de Ciencias Naturales der Universidad Nacional del Comahue mit technischer Unterstützung des Museo Argentino de Ciencias Naturales. Die Fossilien stammen aus der Candeleros-Formation, dem ältesten Schichtglied der Neuquén-Gruppe. Der Fund (Holotyp) ist Teilskelett, das aus 4 assoziierten hinteren Rückenwirbeln, 27 assoziierten, in zwei Blöcken erhalten gebliebenen Schwanzwirbeln des mittleren und vorderen Teil des Schwanzes sowie aus einigen fast vollständigen Beckenknochen – dem Sitzbein (Ischium) und Schambein (Pubis) – und aus fragmentarischen Beinknochen – dem Oberarmknochen (Humerus) und dem Oberschenkelknochen (Femur) besteht. Die Funde wurden 1991 von Jorge Calvo und José Fernando Bonaparte erstmals wissenschaftlich beschrieben. Upchurch und Kollegen (2004) geben an, dass Andesaurus wegen seiner basalen Position innerhalb der Titanosauria potentiell wichtig sei für das Verständnis der Evolution dieser Sauropoden. Die Erstbeschreibung sei jedoch lediglich kurz und unzureichend, eine umfangreichere Beschreibung steht noch aus.
Der Name Andesaurus („Anden-Echse“) verweist auf den Gebirgszug der Anden, wo die Fossilien gefunden wurden. Das Artepitheth delgadoi ehrt Alejandro Delgado, welcher die Fossilien entdeckte.

## Belege

### Hauptquelle
- Jorge O. Calvo, José F. Bonaparte: Andesaurus delgadoi gen. et sp. nov. (Saurischia-Sauropoda), dinosaurio Titanosauridae de la Formacion Rio Limay (Albiano-Cenomaniano), Neuquén, Argentina. In: Ameghiniana. Bd. 28, Nr. 3/4, 1991, S. 303–310, online.